# Synangium
Synangium (gr. sym – razem, angeion – naczynie) – twór powstający w wyniku zrośnięcia zarodni, występujący u niektórych monilofitów. 
W grupie strzelichowych (Marattiopsida) synangium tworzy od 12 do 36 zarodni zrośniętych ze sobą ścianami. Tym samym określeniem nazywane są twory wytwarzające zarodniki u rodzaju Tmesipteris należącego do psylotowych oraz w przypadku kopalnych paproci nasiennych z rzędu Medullosales.